# Montée chronométrée du Col de la République
Die Montée chronométrée du Col de la République (auch montée Vélocio, journée Vélocio) ist eine traditionsreiche radsportliche Breitenveranstaltung bei Saint-Étienne.
Es handelt sich um ein Bergrennen mit Zeitnahme, das von Saint-Étienne auf den Col de la République führt. Der Wettbewerb wird seit 1922 zu Ehren des Radsportpioniers Paul de Vivie fast jedes Jahr ausgetragen. Derzeit findet er am Vormittag des zweiten Sonntag im Juni statt, 2008 war die 83. Auflage.
Bei der Erstaustragung am 11. Juni 1922 nahmen 163 Fahrer teil. Gesamtsieger wurde Guitay; de Vivie fuhr selbst mit und siegte in der Kategorie der Senioren mit einer Zeit von 58 Minutes und 40 Sekunden. 1949 beteiligten sich mehr als 900 Radsportler; der Teilnahmerekord wurde 1981 mit 3756 Fahrern im Ziel aufgestellt. Den Streckenrekord stellte Laurent Marcon mit 27 Minuten und 13 Sekunden im Jahr 2001 auf.
Die Strecke führt auf einer Länge von 12,778 Kilometern bei einer mittleren Steigung von 4,5 % entlang der Route nationale 82 auf den Col de la République. Die Steigung ist dabei nicht gleichmäßig und beträgt beispielsweise auf den Kilometern drei und vier im Mittel 8,2 %.
Teilnahmevoraussetzung ist die Vorlage eines ärztlichen Gesundheitsbescheinigung, außerdem besteht Helmpflicht. Nicht vorausgesetzt wird dagegen die Mitgliedschaft in einem Radsportverband. Die Platzierungen werden nach Altersklasse und Geschlecht getrennt ermittelt und es gibt Sonderkategorien für Tandems und Behinderte. Die Sieger erhalten keine Geldpreise, sondern lediglich Sachpreise von symbolischem Wert.